# Track and Field
Track and Field, officiellement graphié Track & Field, est une série de jeux vidéo sportive dont le premier soft est sorti sur arcade en 1983.
Ensuite, cette série qui propose de multiples épreuves à la manière des Jeux olympiques, sera présente sur plusieurs plateformes.

## Système de jeu
Dans la version originale, le joueur contrôle un athlète dans six disciplines différentes : le 100 m, le saut en longueur, le lancer de javelot, le 110 m haies, le lancer de marteau et le saut en hauteur. Deux boutons sont utilisés pour la course et un bouton action pour les sauts et les lancers. Track & Field peut être joué seul ou jusqu’à quatre pour tenter de battre les records à tour de rôle.

## Liste des jeux
- Track and Field (arcade, NES , Apple II, Atari 2600, Atari 8-bit, Commodore 64, MSX, ZX Spectrum, Nintendo Switch, PlayStation 4, Xbox 360)
- Track and Field 2 (NES)
- Track and Field in Barcelona (1992) (NES)
- International Track and Field (PlayStation)
- International Track and Field 2 (PlayStation)
- ESPN International Track and Field (Dreamcast , Playstation 2)
- International Track and Field: Summer Games (Game Boy , Nintendo 64)
- New International Track and Field (Nintendo DS)